# Pachisi

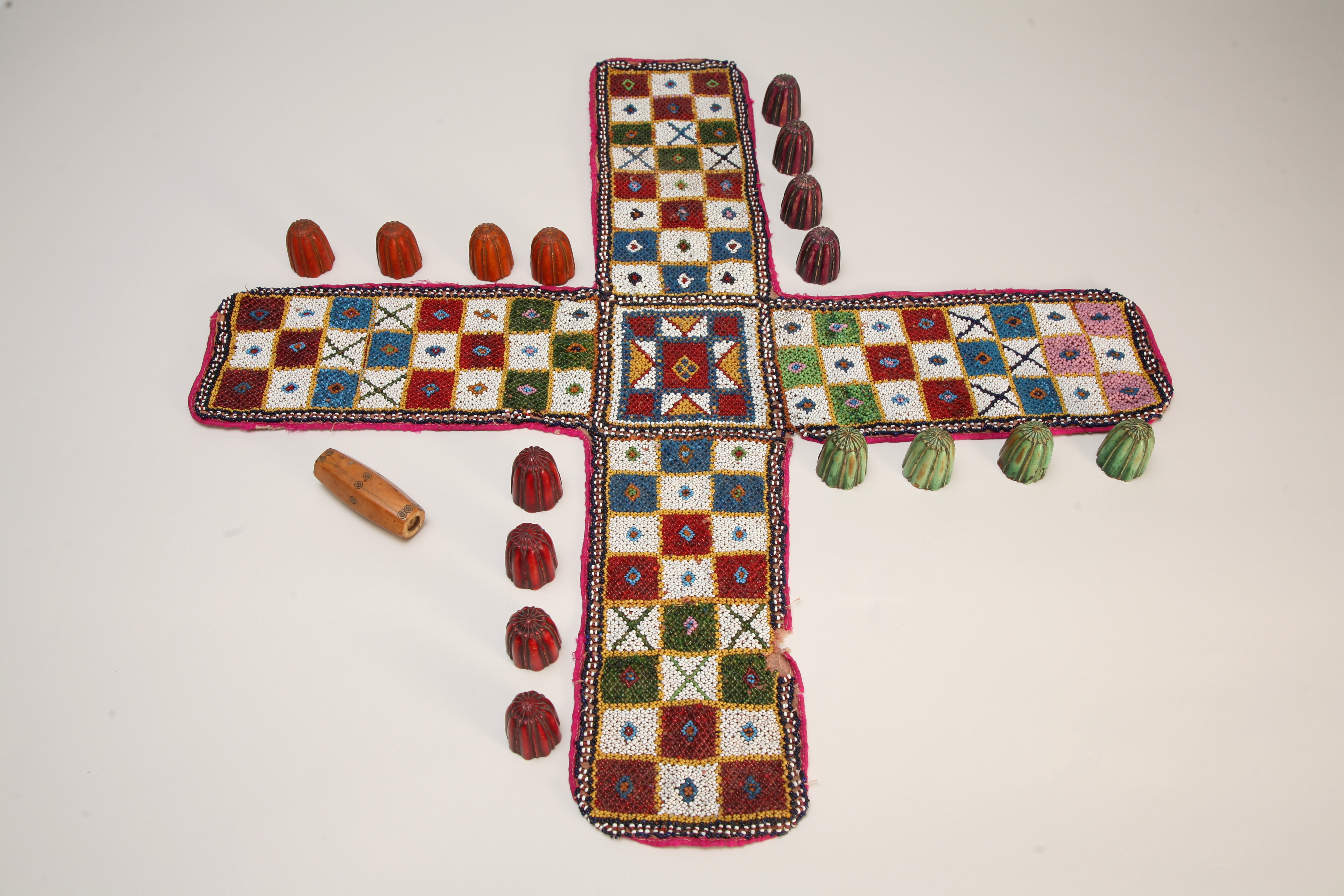
Spelbräde i pärlbroderad textil och spelpjäser till pachisi. (The Children's Museum of Indianapolis)

Pachisi är ett indiskt brädspel med en historia som sträcker sig flera århundraden tillbaka. Spelets namn betyder "tjugofem", vilket är lika med det högsta antalet steg spelpjäserna kan flyttas. I västvärlden har pachisi vidareutvecklats till förenklade och mer barn- och familjeanpassade spel, bland annat det svenska spelet fia, det engelska ludo och det tyska Mensch ärgere dich nicht.
Fyra deltagare, med fyra spelpjäser var, spelar ihop partnervis. Spelarna ska flytta sina pjäser från spelbrädets mittruta ned längs den egna mellersta raden, därefter motsols ett varv runt spelbrädets ytterkant och till sist åter in i mittraden och tillbaka till utgångspunkten. Hur långt en pjäs får flyttas bestäms av kast med kaurisnäckor, vanligen sex till antalet. Beroende på hur många snäckor som hamnat med öppningen uppåt, får spelaren tillgodoräkna sig från 2 upp till 25 steg, och i vissa fall därutöver ytterligare ett kast. Det är tillåtet att avstå från att utnyttja ett kast, som man anser ofördelaktigt.
Om en pjäs landar på en ruta där en av motspelarnas pjäser står, blir denna utslagen och måste börja om från början. En pjäs kan dock inte slås ut om den står på någon av de rutor som på spelbrädet är markerade med kryss och som kallas borgar eller torn.
Eftersom pachisi är ett partnerspel, är det ibland taktiskt fördelaktigt att låta en pjäs gå ett extra varv runt brädet för att på så sätt hjälpa medspelaren. Det par som först flyttat alla sina pjäser tillbaka till mittrutan vinner spelet.

## Varianter
I stället för att spela med kaurisnäckor kan man låta två vanliga tärningar avgöra hur långt pjäserna får flyttas. Visar båda tärningarna samma antal ögon, räknas de dubbelt.
Chausar, även kallat chaupar, har något mer komplicerade regler än pachisi, som det skiljer sig från bland annat genom att spelbrädet saknar borgar och att kaurisnäckorna är ersatta av tre avlånga tärningar, försedda med markeringar på de fyra långsidorna.